# والتر ماكسويل
والتر ماكسويل (بالإنجليزية: Walter Maxwell)‏ هو سياسي أمريكي، ولد في 12 سبتمبر 1836، وتوفي في 19 أغسطس 1895. انتخب عضو جمعية ولاية ويسكونسن وانتخب عضو مجلس ولاية ويسكونسن.